# Joaquim Batet i Palet
Joaquim Batet i Palet (Barcelona, 14 d'octubre de 1849 - Reus, 9 d'agost de 1929) va ser un escriptor i catedràtic català.
En la seva joventut va participar en el moviment renaixentista barceloní. Fou un dels fundadors i president de la secció de literatura de la Jove Catalunya. Catedràtic de Geografia i Història a l'institut de Maó, va arribar a l'Institut de Reus el 1900, on feia classes d'història i de llatí. Publicà a la Revista de Girona, cosa que fa suposar una estada a aquella capital, i als periòdics reusencs Las Circunstancias i Diario de Reus. El 1901 és nomenat director de l'Institut de Reus. Col·laborà assíduament al Centre de Lectura, del qual en va ser president. Va publicar diverses obres d'ensenyament de llatí i de geografia i unes notes biogràfiques d'escriptors gironins. Deixà inèdits uns volums d'efemèrides reusenques i de biografies de fills il·lustres de Reus